# Щепин, Алексей Сергеевич
Алексе́й Серге́евич Ще́пин (3 апреля 1972 — 2006) — советский и российский легкоатлет, специалист по метанию копья. Выступал за сборные СССР и России в первой половине 1990-х годов, чемпион Европы среди юниоров, призёр первенств всесоюзного и всероссийского значения. Представлял Московскую область и физкультурно-спортивное общество профсоюзов.

## Биография
Алексей Щепин родился 3 апреля 1972 года. Занимался лёгкой атлетикой в Детско-юношеской спортивной школе города Шарья Костромской области, впоследствии представлял Московскую область. Выступал за всесоюзное физкультурно-спортивное общество профсоюзов.
Первого серьёзного успеха на международном уровне добился в сезоне 1991 года, когда вошёл в состав советской сборной и выступил на легкоатлетическом турнире в финском Эспоо, где превзошёл всех соперников в метании копья и завоевал золотую медаль. Позднее принял участие в юниорском европейском первенстве в Салониках — здесь метнул копьё на 75 метров и так же одержал победу.
В 1992 году в той же дисциплине стал серебряным призёром на международном турнире во французском По.
После распада Советского Союза Щепин ещё в течение некоторого времени оставался действующим спортсменом и продолжал принимать участие в различных легкоатлетических стартах. Так, в 1993 году он выиграл бронзовую медаль на чемпионате России в Москве, установив при этом свой личный рекорд в метании копья — 80,18 метра.
В 1994 году получил серебро на открытом зимнем чемпионате России по длинным метаниям в Адлере, победил на всероссийском турнире в Воронеже.
Погиб в автокатастрофе в мае 2006 года.